# Aimorés (Minas Gerais)
Pour les articles homonymes, voir Aimorés (homonymie).
Aimorés est une ville brésilienne de l'est de l'État du Minas Gerais.

## Géographie
Aimorés se situe par une latitude de 19° 29' 45" sud et par une longitude de 41° 03' 50" ouest, à une altitude de 76 mètres.
Sa population était de 24 937 habitants au recensement de 2012. La municipalité s'étend sur 1 350 km2.
Elle est le principal centre urbain de la microrégion d'Aimorés, dans la mésorégion de la vallée du Rio Doce.

### Environnement
À l'origine, la végétation de la commune était principalement constituée de forêt atlantique, dont il reste une faible surface en raison des déboisements. Un projet pionnier de reboisement de près de 7 000 ha a été mené sur le site de la fazenda Bulcão par le photographe Sebastião Salgado et sa femme Lelia Wanick Salgado, qui ont créé pour cela l'ONG « Instituto Terra » en avril 1998. Une partie du film documentaire Le Sel de la Terre de Juliano Ribeiro Salgado et Wim Wenders, sorti en 2014, est consacrée à ce projet.